# Clay (Alabama)
Clay é uma cidade localizada no estado americano do Alabama, no Condado de Jefferson.

## Demografia
Segundo o censo americano de 2000, a sua população era de 4947 habitantes.

## Geografia
De acordo com o United States Census Bureau tem uma área de 26,8 km², dos quais 26,7 km² cobertos por terra e 0,1 km² cobertos por água.

## Localidades na vizinhança
O diagrama seguinte representa as localidades num raio de 16 km ao redor de Clay.